# Bruno Beger

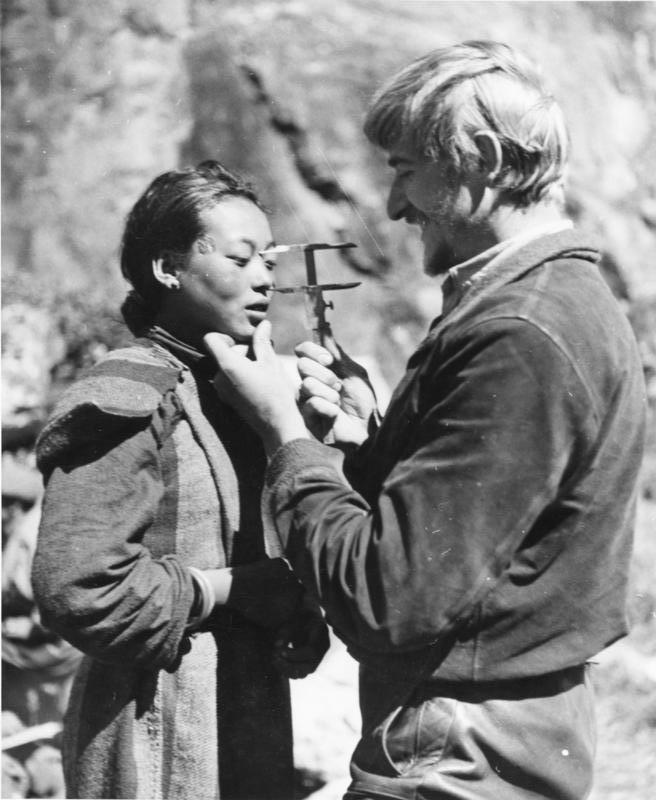
Beger bei kraniometrischen Messungen in Tibet (1938)

Bruno Beger (* 27. April 1911 in Frankfurt am Main; † 12. Oktober 2009 in Königstein im Taunus) war ein deutscher Anthropologe und Hauptsturmführer der SS.

## Leben
Bruno Beger studierte Anthropologie, Geografie und Völkerkunde in Jena und Heidelberg. Anschließend ging er nach Berlin, um bei Hans F. K. Günther zu promovieren. Zum 1. Mai 1937 trat er der NSDAP bei (Mitgliedsnummer 4.037.145). Er schloss sich der Deutschen Tibet-Expedition 1938/39 unter Leitung von Ernst Schäfer an, die unter der Schirmherrschaft von Reichsführer-SS Heinrich Himmler stand. In Tibet nahm er Schädelvermessungen an Tibetern vor, um den Ursprung der „Nordischen Menschen“ aus Tibet zu „beweisen“. Diese vom Comte de Buffon aufgestellte und von Johann Friedrich Blumenbach aufgegriffene These der Wanderungsbewegung der Europäer war populär und wurde von Begers Doktorvater Günther um die These ergänzt, dass einige Jahrtausende später „nordisch“ gewordene Menschen nach Tibet zurückgewandert seien und dort die Adelsschicht stellten (Nordthese). Während Himmler Beweise für diese These erwartete, blieb Beger diese schuldig, da sich nur sehr wenig Tibeter von ihm anthropologisch abformen lassen wollten.
Bruno Beger trat 1934 als Student in die SS (Mitgliedsnummer 263.712) ein und arbeitete als Hilfskraft des Rassereferenten Südost, Erich Sparmann. Ab 1935 war er als hauptamtlicher Rassereferent im Rasse- und Siedlungshauptamt der SS (RuSHA) in Berlin beschäftigt. Aufgrund einer Umorganisation gemäß Himmlers Befehl vom 11. August 1938 hatte das RuSHA nur noch drei Aufgabenfelder, eine davon die Schaffung einer Rassekarte Deutschlands. Alle wissenschaftlichen Mitarbeiter schieden aus dem RuSHA aus. Beger wurde zum Hauptamt Persönlicher Stab Reichsführer-SS versetzt.
Nach der Rückkehr aus Tibet werteten die Expeditionsteilnehmer ihre Ergebnisse, von Erdmagnetismus über Ornithologie bis Anthropologie, in der „Forschungsgemeinschaft Deutsches Ahnenerbe e. V.“ der neu geschaffenen „Forschungsstätte Innerasien und Expeditionen“ aus. Leiter der neuen Forschungsstätte war seit Januar 1940 der vormalige Expeditionsleiter Ernst Schäfer. Während der Auswertungsphase diente Beger als Kriegsberichterstatter in Norwegen und der UdSSR. Dort wurde den deutschen Truppen der Kommissarbefehl bekannt gegeben, der die Ermordung der „jüdisch-bolschwistischen Kommissare“ der Roten Armee befahl. Die Nationalsozialisten unterstellten, dass die Träger der Sowjetideologie allesamt Juden waren, die den Bolschewismus verteidigten. Beger hatte in Norwegen anthropologische Untersuchungen an Norwegern durchgeführt, zuvor an Tibetern. Um seine These der Wanderungsbewegung von Tibet bis nach Nordeuropa zu verfolgen, wollte er die Schädel der Menschen zwischen diesen Regionen abformen. In der Roten Armee und den anderen genannten Organisationen dienten nicht nur Russen, sondern auch Menschen aus Tadschikistan, Usbekistan, Kirgisien, Armenien etc. Deshalb befanden sich unter den Kriegsgefangenen auch Menschen aus Vorderasien und dem Kaukasus, der Landbrücke zwischen Asien und Europa. Beger sah diese Chance und regte an, diese ohnehin zu ermordenden Kriegsgefangenen für seine Forschungen zu erhalten. Er reichte eine entsprechende Denkschrift bei Himmler ein, die dieser an das Ahnenerbe weiterleitete.
Am 10. Dezember 1941 meldete sich Beger am ersten Tag nach seinem Wehrdienst zurück zur Arbeit bei Wolfram Sievers, um ihm nahezulegen, die ermordeten „jüdisch-bolschewistischen Kommissare“ der Roten Armee nach der Ermordung zu enthaupten und ihm die Köpfe zuschicken zu lassen. Sievers verlangte eine Denkschrift und regte an, dass Beger sich um Expertise seiner vormaligen Dienststelle RuSHA und von August Hirt bemühen solle. Sievers hatte Hirt wenige Wochen zuvor in Straßburg kennengelernt, als der neu ernannte Direktor der Anatomie sein Tischnachbar bei der Wiedereröffnungsfeier der Universität war. Hirt hatte sich sogleich dafür eingesetzt, dass das Ahnenerbe die Kernforschungsarbeiten seines Kollegen, des Geographen Georg Niemeier, unterstützt. Hirt selbst befasste sich zeitlebens nur mit drei Forschungsfeldern: dem sympathischen Nervensystem, der Intravitalmikroskopie und darauf aufbauend mit der Zellschädigung durch Kampfstoffverletzung. Am 3. Januar 1942 erhielt Beger von Sievers ein Habilitationsstipendium für sein Projekt „Die Wanderungswege der Indogermanen auf Grund nordischer Restbestandteile“ zur Anfertigung einer Rassekarte von Asien bis Europa. Beger hatte mit der Habilitation den noch unbesetzten Lehrstuhl für Anthropologie in Straßburg als Ziel. Dort sollten die erbeuteten Schädel laut Denkschrift aufbewahrt werden. In Hirts Denkschrift stand unter anderem:

„Nahezu von allen Rassen und Völkern sind umfangreiche Schädelsammlungen vorhanden. Nur von der jüdischen Rasse stehen der Wissenschaft so wenig Schädel zur Verfügung, daß ihre Bearbeitung keine gesicherten Ergebnisse zuläßt. Der Krieg im Osten bietet uns jetzt die Gelegenheit, diesem Mangel abzuhelfen. In den jüdisch-bolschewistischen Kommissaren, die ein widerliches, aber charakteristisches Untermenschentum verkörpern, haben wir die Möglichkeit, ein greifbares wissenschaftliches Dokument zu erwerben, indem wir ihre Schädel sichern. […] Der zur Sicherstellung des Materials Beauftragte […] hat eine vorher festgelegte Reihe photographischer Aufnahmen und anthropologischer Messungen zu machen und, soweit möglich, Herkunft, Geburtsdaten und andere Personalangaben festzustellen. Nach dem danach herbeigeführten Tode des Juden, dessen Kopf nicht verletzt werden darf, trennt der Arzt den Kopf vom Rumpf und sendet ihn in eine Konservierungsflüssigkeit gebettet in eigens zu diesem Zwecke geschaffenen und gut verschließbaren Blechbehältern zum Bestimmungsort.“

Es ist kaum anzunehmen, dass ein wissenschaftlich geschulter Anthropologe wie Beger tatsächlich glaubte, dass die „jüdisch-bolschewistischen Kommissare“ der Roten Armee alle Juden waren oder dass nur Juden Kommissare werden durften. Die von Victor Klemperer beschriebene Lingua Tertii Imperii zeigt, dass derartige Alibiworte häufig verwendet wurden. Die Denkschrift wurde von Sievers am 9. Februar 1942 an Himmler geschickt, zusammen mit einem Forschungsbericht August Hirts, der sich durch anderes Papier, anderen Sprachstil, anderes Layout etc. abhob. Die Hinzufügung der Denkschrift durch Sievers ist ebenso unzweifelhaft, wie die Tatsache, dass Himmlers Büro nie auf die Denkschrift reagierte, sondern nur auf Hirts Forschungsbericht. Letztlich stellte sich heraus, dass die Vorschläge der Denkschrift durch die Wehrmacht nicht umgesetzt wurden. Der Hessische Generalstaatsanwalt Fritz Bauer bezweifelte, dass diese Denkschrift von Hirt stamme, da diese sich nicht nur äußerlich und sprachlich von allen anderen Unterlagen von Hirt bei der Staatsanwaltschaft unterschied, sondern dem Sprachstil von Begers anderen Denkschriften entsprach.
Beger stellte daraufhin eine „Abteilung Mensch“ für das geplante Sonderkommando K („Totalerforschung des Kaukasus“) zusammen. In seiner Ausrüstungsliste bestellte er Skalpelle, große Skalpelle und „Fleischmaschinen“. Zudem schuf er eine Position für einen ihm direkt zugeordneten Mitarbeiter „zur Betreuung der ethnologischen Sammlung.“ Nachdem nach der Niederlage in Stalingrad der Kaukasus nicht mehr erreichbar war, wurden die ausgewählten Unteroffiziere und Mannschaften wieder der Front zugeteilt. Die wissenschaftlichen Teilnehmer aus der Forschungsstätte Innerasien und Expeditionen waren noch für viele Monate mit der Vorbereitung der Expedition beschäftigt, um zu suggerieren, dass der Kaukasus bald wieder erobert werden würde.
Da die Lage an der Ostfront aber immer chaotischer wurde, wurden Ende 1942 erstmals 10.000 sowjetische Kriegsgefangene von der Wehrmacht nach Auschwitz zur SS verlegt. Dort sollten sie ein Kriegsgefangenenlager für 100.000 Sowjetgefangene errichten. Im Mai 1943 schrieb Adolf Eichmann, bei dem Sievers sich zuvor um Schädel von Asiaten bemüht hatte, an Sievers, dass dort jetzt „besonders geeignetes Material“ für Beger vorhanden sei. Himmler erteilte Beger die Genehmigung, 150 Menschen in Auschwitz zur Ermordung auszuwählen. Begers Präparator Wilhelm Gabel (auch Angehöriger des „Kommando K“) berichtete: „Meiner Erinnerung nach war das Dr. Beger, der mir dann eines Tages sagte, dass die Möglichkeit für mich bestehe, in ein Lager zu kommen, in dem asiatische Typen zu finden seien. Dr. Beger sagte mir auch, dass es sich um das Lager Auschwitz handeln würde.“  Auf Wunsch von Sievers reisten Bruno Beger und Hans Fleischhacker zum Konzentrationslager nach Auschwitz. Beger kam am 7. und Fleischhacker am 11. Juni 1943 dort an. In Auschwitz eingetroffen fand Beger nicht die erwarteten 150 Asiaten, um Himmler seine These beweisen zu können.

„Ich dachte damals, dass in dem Lager viele Mongolen zu finden seien. […] Zusammen mit Dr. Beger habe ich mich dann im Lager nach asiatischen Typen umgesehen. Ich erkannte bald, dass ich in dem Lager kaum finden würde, was ich suchte. Auch Dr. Beger war sichtlich überrascht. Ich glaube nicht, dass er mir irgendeine Überraschung vorgespielt hat.“

Beger hatte zahlreiche einflussreiche SS-Führer um diese Chance gebeten und stand nun mit nur vier aufgefundenen Asiaten da. Um eine Blamage zu vermeiden, schwenkte er spontan auf das ihm bisher unbekannte Forschungsfeld der Judenforschung. Die beiden Anthropologen wählten zwei polnische, 86 jüdische Häftlinge sowie vier „Innerasiaten“ aus und vermaßen sie fast eine Woche lang. Beger wählte insgesamt 115 Menschen aus und begann sie zu vermessen. 89 davon wurden bei Ausbruch einer Epidemie in Quarantäne gesperrt. 26 sind bis heute verschollen, darunter jene, die Beger so dringend suchte: Asiaten. Von den 89 starben drei in Quarantäne, die anderen 86 wurden hektisch ins KZ Natzweiler deportiert, wo Robert Heider nach ihrer Ankunft eine improvisierte Gaskammer bauen ließ. Dort wurden die Opfer dann im August 1943 vergast, nachdem Beger an ihnen Blutgruppen- und Röntgenuntersuchungen vorgenommen hatte. Während der Ermordungen reiste Beger aufgrund einer Fleckfieberepidemie ab. Hirt war in jenem Zeitraum nicht in Natzweiler, sondern fuhr in die Kur nach St. Lambrecht, und der Plan geriet außer Kontrolle.
Beger versuchte, seinen Einsatz als lobenswerten Erfolg zu verkaufen: In einem begeisterten Brief an seinen Vorgesetzten Ernst Schäfer beschrieb er die wenigen gefundenen Innerasiaten: „Es handelt sich um gute Typen, Übergangsglieder nach Inner- und Ostasien. Der eine Usbeke, ein großer gesunder Naturbursche, hätte ein Tibeter sein können. Seine Sprechweise, seine Bewegungen und seine Art sich zu geben, waren einfach entzückend, mit einem Wort: innerasiatisch.“ Bei Sievers verlangte er nach seiner Rückkehr ins Ahnenerbe eine eigene Forschungsstätte für Rassekunde im Ahnenerbe unter seiner Leitung. Gleichzeitig wollte er die Leitung der dritten Abteilung dieser Forschungsstätte übernehmen. In seiner Denkschrift trägt die Beschreibung dieser Abteilung die Überschrift „'Mongolen'Forschung (begonnen im Juni 1943 im KL Auschwitz)“.
Die Leichen wurden aus dem KZ Natzweiler zum Anatomischen Institut der Reichsuniversität Straßburg gebracht und im dortigen Keller konserviert, wo sie bei Kriegsende als sogenannte Straßburger Schädelsammlung aufgefunden wurden. Den ursprünglichen Plan, daraus eine Sammlung von Skeletten anzufertigen und sie als Beleg einer angeblichen jüdischen Rasse auszustellen, konnte Hirt nicht mehr verwirklichen. Der Plan, ein Museum zu errichten, um darin Skelette von Juden auszustellen, um Rassetheorien zu belegen, erscheint erstmals Ende 1944, als Hirts Mitarbeiter Henri Henripierre diesen Plan bei einem französischen Militärgericht anzeigte. Weder dieses noch eine andere Ermittlungsbehörde konnte Schriftstücke über Bau, Betrieb, (rationiertes) Material für die Errichtung eines Museums finden, auch kein wissenschaftliches Konzept. August Hirt war wohl der einzige NS-Anatom, der nie etwas zum Thema Juden publiziert hatte. Henripierre erwähnte diesen Plan eines Museums auch als Zeuge im Nürnberger Ärzteprozess, in dem er aussagte, dass Hirt ihn mit Peter angesprochen habe. Der „Widerstandskämpfer“ hatte sich nach dem deutschen Einmarsch um deutsche Staatsangehörigkeit bemüht und stand unter dem auf seinen Antrag geänderten Namen „Heinrich Heinzpeter“ bis zum Frühjahr 1945 auf der Gehaltsliste der SS. Der Mittäter Hirts lenkte so von sich und seiner Beteiligung ab. Der angeklagte Sievers bestätigte, dass Hirt ein Museum mit toten Juden errichten wollte, und fuhr fort, dass das Verbrechen ausschließlich dem schon toten Hirt anzulasten sei, von dessen Aussagen, Berichten und Vorschlägen er stets abhängig gewesen sei. Dies hatte er schon im Nürnberger Prozess gegen die Hauptkriegsverbrecher geäußert.

Bis Kriegsende befasste sich Beger (neben Fronteinsätzen) mit seinen Mitarbeitern ausschließlich mit der Vermessung von kriegsgefangenen Asiaten, aber auch jenen aus den Ersatzabteilungen der Wlassow-Armee und der 13. Waffen-Gebirgs-Division der SS „Handschar“ (kroatische Nr. 1) auf dem Balkan. Doch auch dort verlor er die einheimische Bevölkerung nicht aus dem Blick, wo er Überlegungen zum „Dinarierproblem“ und dem „Alpinen Gürtel“ anstellte: 

„Dieser Übergangsraum zur vorderasiatischen Rasse hat mich schon immer gereizt“

 Mit den deutschen Truppen zog er sich vom Balkan in Richtung Norditalien zurück.
Beger wurde im April 1945 von amerikanischen Truppen in Italien festgenommen. Nach Aufenthalten in mehreren italienischen und amerikanischen Kriegsgefangenen- bzw. Internierungslagern, in denen er als belasteter NS-Funktionär eingestuft wurde, erhielt er 1948 durch ein deutsches Entnazifizierungskomitee eine Urkunde mit dem Vermerk minderbelastet. Seine wissenschaftliche Laufbahn war aber beendet, er arbeitete als Lektor bei einem Schulbuchverlag und in der Papierindustrie. 1960 kam er für vier Monate in Untersuchungshaft, wurde aber wieder auf freien Fuß gesetzt.
Bruno Beger wurde 1970 gemeinsam mit Hans Fleischhacker und Wolf-Dietrich Wolff vor dem Landgericht Frankfurt am Main wegen Beihilfe zum Mord angeklagt. Das Gericht verurteilte ihn am 6. April 1974 wegen Beihilfe zu 86-fachem Mord zur Mindeststrafe von drei Jahren. Unter Anrechnung der Internierung nach dem Krieg und der Untersuchungshaft wurde ihm dabei der Strafrest wegen guter Lebensführung erlassen.